# 水町レイコ
水町 レイコ（みずまち レイコ、1974年10月17日 - ）は、日本の歌手、アーティスト、女優である。東京都出身。北島三郎の三女である。

## 人物・概要
- 5人兄弟の3女として出生。
- 兄のMAKOTO（次男、本名：大野誠）は、ロックバンド「1st BLOOD」のヴォーカルとして活躍。その後、「大地土子」というペンネームで、北島の曲の作詞・作曲を手がけている（2018年3月3日死去）。
- 姉（次女、一般人）は2009年5月、北島音楽事務所所属の歌手・北山たけしと結婚した。
- 2016年2月2日、俳優の上地慶と結婚[1]。
- 東京都八王子市内に実家があり、“三郎”からの語呂合わせで36部屋作られた豪邸である。しばしばマスコミに登場する。
- 幼少期はアイドル歌手を目指そうと思ったが、小学校5年生の時に映画・「グーニーズ」を見て女優になることを決意。進学した玉川大学では演劇を専攻した。
- 玉川大学文学部卒業後、円・演劇研究所を経て、1999年、演劇集団 円の正劇団員に昇格。舞台活動を中心に、テレビドラマなどにも出演していたが、2006年いっぱいで円を退団。オスカープロモーションに移籍し、以降はバラエティ番組にも積極的に出演している。
- 趣味：映画鑑賞、散歩、歌を歌うこと。特技は日本舞踊。
- 北島三郎の娘という先入観を持たれるのを嫌い、デビューしてから長らく親子関係を公表していなかった。しかし、2005年8月14日放送の『踊る!さんま御殿!!』に父と共演することをきっかけに公表した。
- 2007年10月17日放送の『クイズ!ヘキサゴンII』に出演。島田紳助から「お嬢（北島三郎の三女であることに敬意を表して）、この番組に時々出演することが決まりました」と言わしめ、その後不定期で出演するようになった。
- 父が命名した芸名は、『水にちなんだ名前がブレークする』と信じていた。本名の名をカタカナにして印象に残るようにした」とのこと。

## 出演

### テレビドラマ
- 十四年目の再会（2002年、日本テレビ）
- 女子刑務所東三号棟4（2003年4月6日、TBS）
- 下町・銭湯騒動記（2004年、日本テレビ）
- 渡る世間は鬼ばかり（2004年 - 2011年・2016年、TBS） - 北川智子 役
- NHK放送開始80周年記念ドラマ「ハルとナツ 届かなかった手紙」（2005年、NHK） - 高倉キヨ 役
- 伝説の秋田犬 ハチ（2006年、日本テレビ） - お吉 役
- 次郎長背負い富士 第9話（2006年、NHK）
- 浅草ふくまる旅館（2007年） - 溝口さつき 役
- 橋田壽賀子ドラマ となりの芝生（2009年、TBS） - 秋野静子 役
- 土曜ワイド劇場
  - 「天才刑事・野呂盆六4」（2009年7月18日、テレビ朝日） - 夏目圭子 役
  - 「逆転報道の女5」（2016年） - 篠原和枝 役
- 月曜ゴールデン （TBS）
  - 「探偵 左文字進14」（2010年4月5日） - 椿陽子 役
  - 「警視庁心理捜査官・明日香2」（2012年2月13日） - 岡本貴子 役
- 東京ウエストサイド物語（2015年12月2日、NHK BSプレミアム） - 北國潤子 役[2]

### 映画
- 能登の花ヨメ（2008年） - 上野香織 役

### バラエティ
- 北島ウインクハート（テレビ東京）
- クイズ!ヘキサゴンII（フジテレビ）※不定期出演
- 太田光の私が総理大臣になったら…秘書田中。
- ボクらの時代（2010年10月、フジテレビ） - 父の北島、義兄の北山と対談

### 吹き替え

#### 映画（吹き替え）
- 主人公は僕だった（アナ・パスカル〈マギー・ジレンホール〉）
- ナイト&デイ（ジューン・ヘイヴンス〈キャメロン・ディアス〉）※劇場公開版
- ニューヨークの恋人 ※ソフト版
- ハービー/機械じかけのキューピッド（カリスマ）
- バンジージャンプする
- プライドと偏見（ジェーン・ベネット〈ロザムンド・パイク〉）
- プレステージ（オリヴィア〈スカーレット・ヨハンソン〉）
- マスク2（トーニャ・アヴリー〈トレイラー・ハワード〉）※日本テレビ版
- ユーロトリップ（ミーカ）

#### ドラマ
- アニマル・レスキュー・キッズ
- アリー my Love
- ER X 緊急救命室（ダナ）
- 悲しき恋歌
- 殺人の足跡 マーダーランド（キャロル・ウォルシュ〈アマンダ・ヘイル〉）
- レリックハンター3
- ロスト・ワールド3
- 名探偵モンク

#### アニメ
- なかよしおばけ（ヘンリー）※ビデオ版
- フランクリン

#### その他
- サバイバー3

### 劇場版アニメ
- ピアノの森（ヤマヤマ）

### ラジオ
- 古事記

### Vシネマ
- 約束（松竹Vシネマ）

### 舞台公演
- 『あらしのよるに』
- 『丘の上のおばさん』
- 『そして飯島君しかいなくなった』
- 『シラノ･ド･ベルジュラック』
- 『長州幕末青春譜 百年一瞬』
- 『当世風 雨月物語』
- 『オナー』
- 『エレクトル』
- 『どんどこどん』
- 『アトリエ』
- 『あいにゆくから』
- 『スティール･マグノリアス』
- 『四谷怪談』（シアターX）
- 明治座7・8月コロッケ特別公演『棟方志功物語』（2011年7月5日-8月14日、明治座）

### CD
- 「ぼくらの世界」（おじゃる丸第11シリーズEDテーマ、父、北島が歌う「夢人」も同時収録）